# Schloss Rzeszów

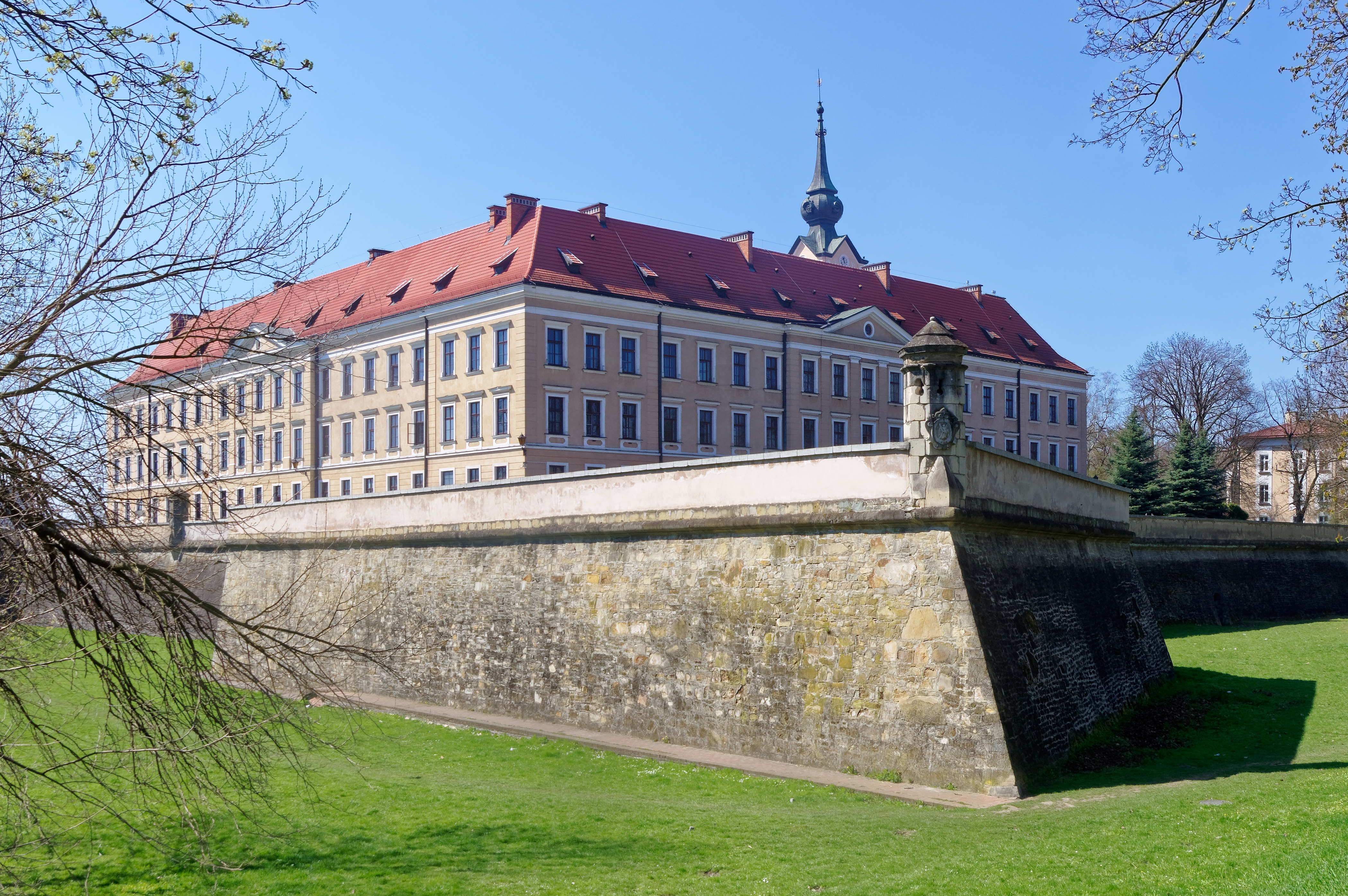
Ansicht von den Basteiengraben

Das Schloss Rzeszów (polnisch Zamek w Rzeszowie) ist ein Stadtpalais des polnischen Adelsgeschlechts Lubomirski in Rzeszów in der polnischen Woiwodschaft Karpatenvorland. Das Bauwerk befindet sich in der Altstadt unweit des Altmarkts.

## Geschichte
An der Stelle des heutigen Schlosses befand sich bereits vor 1447 eine Burg. Das heutige Schloss ließ Mikołaj Spytek Ligęza um 1600 errichten, der zu dieser Zeit eine Privatfehde mit Stanisław Stadnicki von Łańcut führte, der unweit auf dem Schloss Łańcut residierte. Daher ließ er das Schloss als Palazzo in fortezza befestigen. 1653 ging das Schloss an den Magnaten Jerzy Sebastian Lubomirski über, der eine der Töchter von Mikołaj Spytek Ligęza heiratete. Dessen Sohn Hieronim Augustyn Lubomirski beauftragte Tylman van Gameren mit dem Ausbau des Schlosses zu einem Barockpalast. Sein Werk führten Pedro Belotti und Giovanni Battista Belotti fort. Jerzy Roman Lubomirski verkaufte das Schloss 1820 an die österreichische Verwaltung. Seither wurde das Schloss als Gerichts- und Gefängnisgebäude genutzt. In den Jahren von 1902 bis 1906 wurde das Schloss grundlegend umgebaut und diente weiter als Justizgebäude. Während der Deutschen Besetzung im Zweiten Weltkrieg befand sich hier ein Sondergericht und Gefängnis. Zahlreiche Erschießungen wurden im Innenhof vorgenommen. Auch während des Stalinismus wurden Oppositionelle hier festgehalten, gefoltert und hingerichtet. Das Gefängnis wurde 1981 geschlossen. Seither dient das Schloss ausschließlich als Gerichts- und Verwaltungsgebäude.